# Делавинь, Казимир
Казими́р Жан Франсуа́ Делави́нь (фр. Casimir Jean François Delavigne; 5 апреля 1793, Гавр, Франция — 11 декабря 1843, Лион, Франция) — французский поэт и драматург, автор текста бывшего французского гимна La Parisienne. Брат драматурга Ж. Делавиня.

## Биография и творчество
Казимир Делавинь родился 4 апреля 1793 года в городе Гавре. Воспитывался в лицее Генриха IV в Париже. В 1811 году появилась его ода на рождение римского короля, доставившая ему синекуру и возможность заниматься исключительно литературой.
После падения империи Делавинь выступил с тремя патриотическими поэмами: «La Bataille de Waterloo», «La Dévastation du Musée et des Monuments» и «Du Besoin de s’unir après le départ des étrangers». Эти «Messéniennes», как автор озаглавил свои поэмы, сразу доставили поэту громкую славу национального поэта. Все сказанное в «Messéniennes» было, как выразился Сент-Бёв, «честно, благородно и либерально», но с художественной точки зрения бесцветно, риторично и холодно. Вместе с энтузиазмом, воспламенявшим читателей этих поэм в минуту их появления, прошёл и интерес к ним.
К первому сборнику «Messéniennes» Делавинь присоединил две элегии на жизнь и смерть Жанны д’Арк, где, намекая на переживаемые бедствия, обращался за утешением к славе исторического прошлого.
Первое драматическое сочинение, классицистическая трагедия «Сицилийская вечерня», прошла в Театре Одеон в 1819 году с громадным успехом. В 1821 году представлена была драма «Пария», в которой, вдохновившись новеллой Ксавье де Местра «Le Lepreux de la cite d’Aoste», Делавинь изобразил человека, поражённого нравственной проказой и борющегося против своей судьбы. Эту трагедию часто сравнивали с «Athalie» Ж. Расина по поэтическим достоинствам хоров. Делавинь вложил много искренности и поэзии в изображение любви своей героини; но в общем «Пария», как и другие его драматические произведения, страдает злоупотреблением риторическими приемами. К этому же времени относятся две комедии Делавиня: «Les Comédiens» и «L’École des vieillards» (Комеди Франсез, 1823), доставившая Тальма один из его самых громких успехов.
В 1825 году Казимир Делавинь был избран во Французскую академию. Год, проведённый Делавинем в Италии, знаменовал переход его к новой манере. Из написанных им там небольших баллад некоторые, например «Le Miracle», обнаруживали желание приблизиться к действительности, изображать виденное, а не придуманное.
Вернувшись во Францию, он примкнул к романтическому движению, что ясно обнаруживают его трагедии «Марино Фальеро» (театр «Порт-Сен-Мартен», 1829); «Les Enfants d’Edouard» (1833); комедия «La princesse d’Aurelie» и лучшая его трагедия «Людовик XI» («Комеди Франсез», 1832), которую играли крупные актёры Франции и других стран (Василий Каратыгин в России, Эрнесто Росси в Италии и др.). В них не соблюдены единства, язык свободен от условностей, дан больший простор изображению страстей. Но это не спасает пьесы от условности в изображении характеров. Делавинь — не романтик по природе; он сделался им, потому что таково было общее течение умов — а он принадлежит к разряду писателей, у которых на первом плане гармония с окружающими.
Затем было издано ещё семь новых «Messéniennes», далеко не имевших успеха первого сборника, и много других баллад и лирических пьес, из которых лучшие описывают его поместье в Нормандии («La Madeleine»).
Выдающееся место среди произведений Делавиня занимают поэмы, посвященные классической древности («Les Troyennes», «Stances», «Imitation de l’Hecube d’Euripide»), которую он очень тонко понимал.
В 1831 году была закрыта выходившая в Петербурге с 1 января 1830 г. «Литературная газета» А.А. Дельвига за перепечатку четверостишия Делавиня, посвященного вопросу об открытии в Париже памятника жертвам Июльской революции, что было расценено цензурой как прославление революции 1830 года. 
Казимир Жан Франсуа Делавинь умер 11 декабря 1843 года в городе Лионе.

## Драматические сочинения
- Трагедия «Пария» (1821, «Одеон»);
- трагедия «Дети Эдуарда» (1833, «Комеди Франсез»);
- «Дон Жуан Австрийский» (1835, там же);
- трагедия «Une famille au temps de Luther» (1836);
- комедия «La popularité»;
- трагедия «La fille du Cid»;
- фантастическая пьеса «Melusine».